# Komin (Szentivánzelina)
 Komin  falu Horvátországban Zágráb megyében. Közigazgatásilag Szentivánzelinához tartozik.

## Fekvése
Zágrábtól 32 km-re, közúton 43 km-re, községközpontjától  6 km-re északkeletre, az A4-es autópálya mellett fekszik.

## Története
A régészeti leletek tanúsága szerint határában már a római korban település volt. Ezt bizonyítja az itt talált 95 kg súlyú késő római pénzlelet, melyeket a közeli Pyrri nevű római településsel hoznak kapcsolatba. A település az egyik legfontosabb római kereskedelmi út, a Poetovióból Sisciába, majd tovább Észak-Pannóniába  vezető “magna via” mellett feküdt. Az út fontosságát később, a középkorban is megőrizte, amikor itt áthaladó forgalmát Zelingrád urai és más hatalmasságok felügyelték. Az út fontossága a terület fejlődését is jótékonyan befolyásolta.
Azon a dombon ahol ma a templom található már korábban is állt egy templom. A mai Háromkirályok tiszteletére szentelt templomot a 17. század második felében építették, 1669-ben szentelték fel. 1726-ban átépítették, ekkor nyerte el mai formáját. A templomnál gyűlt össze 1682. október 8-án gróf Erdődy Miklós horvát bán vezetésével a horvát szábor, hogy a török elleni harcról tanácskozzon. Itt választották meg a horvát sereg vezéreit és alvezéreit.
A falunak 1857-ben 138, 1910-ben 279 lakosa volt. Trianonig Zágráb vármegye Szentivánzelinai járásához tartozott.
2001-ben 261 lakosa volt.

## Lakosság
| Lakosság változása | Lakosság változása | Lakosság változása | Lakosság változása | Lakosság változása | Lakosság változása | Lakosság változása | Lakosság változása | Lakosság változása | Lakosság változása | Lakosság változása | Lakosság változása | Lakosság változása | Lakosság változása | Lakosság változása |
| ------------------ | ------------------ | ------------------ | ------------------ | ------------------ | ------------------ | ------------------ | ------------------ | ------------------ | ------------------ | ------------------ | ------------------ | ------------------ | ------------------ | ------------------ |
| 1857               | 1869               | 1880               | 1890               | 1900               | 1910               | 1921               | 1931               | 1948               | 1953               | 1961               | 1971               | 1981               | 1991               | 2001               |
| 138                | 163                | 190                | 222                | 251                | 279                | 274                | 282                | 306                | 299                | 310                | 281                | 249                | 267                | 261                |

## Nevezetességei
Háromkirályok tiszteletére szentelt templomát a 17. század második felében építették, 1669-ben szentelték fel. 1726-ban átépítették, ekkor nyerte el mai formáját. Berendezéséből kiemelkedik a főoltár, melyet 1726 és 1729 között valószínűleg Branjug püspök faragó mesterei készítettek. Az egyik legszebb faragott barokk oltár Északnyugat-Horvátországban. A templomban fennmaradt az 1748-ban készített szószék rajta Krisztus életéből vett jelenetekkel, baldahinján a Háromkirályok ajándékozási jelenetével. Értékes a késő barokk belső festés is, mely Antun Archer zágrábi festőművész és társainak munkája. A falfestmények Krisztus születését, a Szentlélek eljövetelét és Szent Erzsébet életét ábrázolják. A templom ma a bisagi plébánia filiája.
A templomhoz északról csatlakozik az Árpád-házi Szent Erzsébet kápolna, oltárán a szegényeknek pénzt osztó magyar királylánnyal. Az oltáron Szent Agáta, Szent Apollónia, Szent Borbála és Alexandriai Szent Katalin vértanút szép kora barokk szobrai állnak.
A templomhoz még két kápolnát építettek hozzá, melyek a Háromkirályok és Szent Rókus tiszteletére vannak szentelve.
A Luka Mitrovac nevű régészeti lelőhely ott található, ahol a Mitrovac-patak a Neretvába ömlik. A helyszínen római kori maradványok (amforák, tegulák, edények, hajószerkezetek lehetséges maradványai) találhatók. A víz felszíne alatt római kikötő maradványai találhatók. Az itt talált nagyobb mennyiségű feldolgozott faanyag, köztük egy darabból készült faedények szűkebb kormeghatározása további kutatás és elemzés nélkül nem lehetséges.